# Anophthalmie-Syndaktylie-Syndrom
Das Anophthalmie-Syndaktylie-Syndrom ist eine sehr seltene angeborene Erkrankung mit den Hauptmerkmalen Mikrophthalmie oder Anophthalmie beidseits, Synostosen, Syndaktylie, Oligodaktylie und/oder Polydaktylie.
Synonyme sind: Anophthalmie – Anomalien der Gliedmaßen; OAS; Opthalmo-akromeles Syndrom; OAS; Waardenburg-Anophthalmie-Syndrom
Die Erstbeschreibung stammt aus dem Jahre 1961 von Petrus Johannes Waardenburg.

## Verbreitung
Die Häufigkeit wird mit unter 1 zu 1.000.000 angegeben, bislang wurde über mehr als 35 Betroffene berichtet. Die Vererbung erfolgt autosomal-rezessiv.

## Ursache
Der Erkrankung liegen – zumindest großteils – Mutationen im SMOC1-Gen auf Chromosom 14 Genort q24.2 zugrunde, welches für ein Sparc-related Modular Calcium-binding Protein 1  kodiert und bei der Regulierung der Knochenmorphogenetischen Proteine beteiligt sein könnte.

## Klinische Erscheinungen
Klinische Kriterien sind:
- Manifestation als Neugeborenes, bereits vorgeburtlich
- ein- häufiger beidseitige Anophthalmie oder Mikrophthalmie
- verschiedene Fehlbildungen der Gliedmaßen, häufig Synostose des 4. und 5. Mittelhandknochens, kurzer 5. Finger und nur vier Zehen

Hinzu können Gesichtsdysmorphie wie flaches Mittelgesicht, hoher Gaumen und Lippenspalte auftreten, selten auch Hufeisenniere, venöse Gefäß- oder Wirbelveränderungen.

## Diagnose
Die Diagnose ergibt sich aus der Kombination klinischer Befunde, mittels humangenetischer Untersuchung kann die Diagnose gesichert werden. Bereits pränatal können mittels Feinultraschall wegweisende Befunde erhoben werden.

## Differentialdiagnose
Abzugrenzen sind:
- Fraser-Syndrom
- Okulo-fazio-cardio-dentales Syndrom
- Syndromale Mikrophthalmie Typ 3 (MCOPS3), Mutationen im SOX2-Gen im Chromosom 3 Genort q26.33[4][5]
- andere Formen der Syndromalen Mikrophthalmie